# Opus postumum
Opus postumum fu l'ultima opera del filosofo tedesco Immanuel Kant, morto nel 1804. Sebbene gli sforzi per pubblicare il manoscritto siano stati fatti fin dal 1882, è rimasto inedito fino al 1936-1938 quando apparve una un'edizione tedesca del manoscritto.

## Storia del manoscritto
Uno dei problemi riscontrati nella gestione del manoscritto è che i singoli fogli di carta non erano stati rilegati e, dopo la morte di Kant furono dispersi. Rinvenuti presso gli eredi nel 1858, furono pubblicati parzialmente solo nel 1882-84 da Rudolf Reicke.
Il manoscritto rimase per cinquant'anni tra i documenti di Carl Christoph Schoen, che aveva sposato la nipote di Kant, per essere scoperto da sua figlia solo dopo la sua morte.
Il testo venne pubblicato nella sua interezza solo nel 1938 dall'Accademia delle Scienze di Berlino.